# Akure Township Stadium
Akure Township Stadium ist ein Mehrzweckstadion in Akure im Bundesstaat Ondo in Nigeria. Es hat eine Kapazität von 10.000 Zuschauern, wird derzeit hauptsächlich für Fußballspiele genutzt und ist die Heimspielstätte des Sunshine Stars FC
Allerdings trägt dieser seine Heimspiele seit dem 14. November 2010 im Gateway International Stadium in Ijebu-Ode aus und schlug am damaligen 2. Spieltag den Titelverteidiger FC Enyimba mit 2:1. Der Umzug wurde nötig, da das Akure Township Stadium, nicht den Standards der Nigerianischen Premier League genügte.

## Geschichte
Das Akure Township Stadium wurde im Jahre 1976 unter dem damaligen Gouverneur der Weststaaten Christopher Oluwole Rotimi errichtet, um die sportlichen Aktivitäten in der Region anzutreiben. Während es in der Anfangszeit als einfaches Trainingsgelände diente, erhielt es durch die folgenden Regierungen den Status eines Stadions. Allerdings fanden hier auch danach keine größeren Sportveranstaltungen statt, was dem schlechten Zustand der Anlagen geschuldet war.
Erst die Regierung von Olusegun Agagu hatte im Jahre 2008 vor, hier ein Stadion von internationalem Format zu etablieren. Somit wurde ein Auftrag über 3,7 Milliarden Naira an die CCC Construction Nigeria Limited vergeben. Bis zum April 2010 sollte hier eine Arena mit 15.000 Sitzplätzen, Trainingsplätzen, Tartanbahn und weiteren Einrichtungen entstehen.
Allerdings wurde der Bau trotz einer bereits geleisteten Anzahlung von 1,8 Milliarden Naira und bereits begonnener Bauarbeiten schon 5 Monate später von der neuen Regierung von Olusegun Mimiko gestoppt, mit der Begründung, das zukünftige Stadion würde nicht den internationalen Standards genügen.